# Drush
Драш (енгл. Drush), од Друпал Shell (љуска), је Јуникс интерфејс командне линије који се користи за контролу, управљање и администрацију Друпал веб-сајтова. Драш омогућава обављање разних административних задатака, као што су ажурирање модула, ресетовање лозинки, прављење резервне копије базе података, миграцију, покретање крона и чишћење кеша директно из Јуникс љуске. Драш језгро садржи преко 150 команди (верзија 8) и може се надоградити додатним модулима коришћењем додатака.

## Историјат
Драш је развио Арто Бендикен 2007. године за Друпал 4.7. Франц Хајнцман је делимично редизајнирао у мају 2017. године за Друпал 5. Драш тренутно развија Моше Ваицман уз значајну подршку Овена Бартона, Грега Андерсона, Марка Сонабаума, Џонатана Хедстрома и Кристофера Џервејса.
Тренутна стабилна верзија Драша је 8.1.14 од 3. октобра 2017. године.

## Популарност
Драш је изузетно користан алат у развоју и администрацији Друпал веб-сајтова и често се користи у Друпал заједници. Ово се огледа у преко 1.500 звездица на ГитХабу, као и преко 1,5 милиона преузимања са званичне Друпал странице пројекта.
Од кад је пројекат излистан на Packagist.org, 2014. године, преузет је 1,91 милиона пута.